# A Pizsihősök epizódjainak listája
A Pizsihősök című brit–francia televíziós rajzfilmsorozat epizódjainak listája következik. Az első epizódot az Amerikai Egyesült Államokban 2015. szeptember 18-án mutatták be az Disney Junior csatornán. Magyarországon 2016. március 26-án mutatta be a Disney Junior, míg a Disney Channel 2017. november 11-én tűzte műsorra.

## Évados áttekintés
| Évad | Évad | Epizódok | Eredeti sugárzás     | Eredeti sugárzás  | Magyar sugárzás (Disney Jr.) | Magyar sugárzás (Disney Jr.) | Magyar sugárzás (Disney Channel) | Magyar sugárzás (Disney Channel) |
| Évad | Évad | Epizódok | Évadpremier          | Évadfinálé        | Évadpremier                  | Évadfinálé                   | Évadpremier                      | Évadfinálé                       |
| ---- | ---- | -------- | -------------------- | ----------------- | ---------------------------- | ---------------------------- | -------------------------------- | -------------------------------- |
|      | 1    | 26       | 2015. szeptember 18. | 2017. február 17. | 2016. május 26.              | megszűnt a csatorna          | 2017. október 14.                | 2018. február 27.                |
|      | 2    | 26       | 2018. január 15.     | 2019. március 22. | megszűnt a csatorna          | megszűnt a csatorna          | TBA                              | TBA                              |
|      | 3    | 26       | 2019. április 19.    | 2020. március 13. | megszűnt a csatorna          | megszűnt a csatorna          | TBA                              | TBA                              |
|      | 4    | 25       | 2020. május 15.      | 2021. június 7.   | megszűnt a csatorna          | megszűnt a csatorna          | TBA                              | TBA                              |
|      | 5    | TBA      | 2021. augusztus 13.  | TBA               | megszűnt a csatorna          | megszűnt a csatorna          | TBA                              | TBA                              |

## 1. évad
| #   | Eredeti cím                               | Magyar cím                        | Rendezte                               | Írta                                | Eredeti premier      | Magyar premier (Disney Jr.) | Magyar premier (Disney Channel) |
| --- | ----------------------------------------- | --------------------------------- | -------------------------------------- | ----------------------------------- | -------------------- | --------------------------- | ------------------------------- |
| 1.  | Blame It on the Train, Owlette            | Fogd a vonatra Bagoly             | Christian De Vita                      | Sasha Paladino                      | 2015. szeptember 18. | 2016. május 26.             | 2017. november 11.              |
| 1.  | Catboy's Cloudy Crisis                    | Macska és az eső                  | Christian De Vita                      | Lisa Akhurst                        | 2015. szeptember 18. | 2016. május 26.             | 2017. november 11.              |
| 2.  | Owlette and the Flash Flip Trip           | Bagoly, a Villám-lány             | Christian De Vita                      | Lisa Akhurst                        | 2015. szeptember 18. | 2016. március 26.           | 2017. november 12.              |
| 2.  | Catboy and the Pogo-Dozer                 | Macska és a pogó-dózer            | Christian De Vita                      | Tom Stevenson                       | 2015. szeptember 18. | 2016. március 26.           | 2017. november 12.              |
| 3.  | Gekko and the Super Ninjalinos            | Gekko és a szuper mini nindzsák   | Christian De Vita                      | Simon Nicholson                     | 2015. szeptember 25. | 2016. május 16.             | 2017.október 14.                |
| 3.  | Owlette's Terrible Pterodactyl Trouble    | Bagoly és a pterodaktilusz kaland | Christian De Vita                      | Gerard Foster                       | 2015. szeptember 25. | 2016. május 16.             | 2017.október 14.                |
| 4.  | Catboy and the Shrinker                   | Connor és a zsugorjárgány         | Christian De Vita                      | Simon Nicholson                     | 2015. október 2.     | 2016. május 17.             | 2017. október 15.               |
| 4.  | Owlette and the Moon-Ball                 | Bagoly és a Hold-gömb             | Christian De Vita                      | Gerard Foster                       | 2015. október 2.     | 2016. május 17.             | 2017. október 15.               |
| 5.  | Catboy and the Butterfly Brigade          | Macska és a Pillangó brigád       | Christian De Vita                      | Tom Stevenson                       | 2015. október 9.     | 2016. május 19.             | 2017. október 22.               |
| 5.  | Owlette the Winner                        | Bagoly, a győztes                 | Christian De Vita                      | Ashley Mendoza                      | 2015. október 9.     | 2016. május 19.             | 2017. október 22.               |
| 6.  | Speak UP, Gekko!                          | A néma hősök                      | Christian De Vita                      | Ross Hastings                       | 2015. október 16.    | 2016. május 20.             | 2017. október 28.               |
| 6.  | Catboy and Master Fang's Sword            | Connor és Feng mester kardja      | Christian De Vita                      | Sylvie Barro és Kathryn Walton Ward | 2015. október 16.    | 2016. május 20.             | 2017. október 28.               |
| 7.  | Catboy VS. Robo-Cat                       | Macska kontra robot-macs          | Christian De Vita és Wilson Dos Santos | Justine Cheynet                     | 2015. október 23.    | 2016. május 23.             | 2017. október 29.               |
| 7.  | Owlette and the Giving Owl                | A vándorbagoly                    | Christian De Vita                      | Ross Hastings                       | 2015. október 23.    | 2016. május 23.             | 2017. október 29.               |
| 8.  | Catboy and the Great Birthday Cake Rescue | Greg születésnapja                | Christian De Vita                      | Gerard Foste                        | 2015. október 30.    | 2016. május 24.             | 2017. november 4.               |
| 8.  | Gekko and the Snore-A-Sauras              | Gekko és a szundiszaurusz         | Christian De Vita                      | Tom Stevenson                       | 2015. október 30.    | 2016. május 24.             | 2017. november 4.               |
| 9.  | Looking After Gekko                       | Gekkóra nem kell vigyázni         | Christian De Vita                      | Tom Stevenson                       | 2015. november 6.    | 2016. május 25.             | 2017. november 5.               |
| 9.  | Catboy and Teeny Weeny Ninjalino          | Macska és az iciri piciri nindzsa | Christian De Vita és Wilson Dos Santos | Tom Stevenson                       | 2015. november 6.    | 2016. május 25.             | 2017. november 5.               |
| 10. | Catboy's Tricky Ticket                    | Macska és a koncertjegy           | Christian De Vita                      | Justine Cheynet                     | 2015. november 13.   | 2016. július 4.             | 2017. november 18.              |
| 10. | Gekko and the Missing Gekko-Mobile        | A láthatatlan Gekkó-mobil         | Christian De Vita és Wilson Dos Santos | Tom Stevenson                       | 2015. november 13.   | 2016. július 4.             | 2017. november 18.              |
| 11. | Catboy's Flying Fiasco                    | Macska repülni próbál             | Christian De Vita és Wilson Dos Santos | Ashley Mendoza                      | 2015. november 20.   | 2016. július 5.             | 2017. november 19.              |
| 11. | Gekko's Stay At Home Sneezes              | A szuper-tüsszentő fiú            | Christian De Vita és Wilson Dos Santos | Tom Stevenson                       | 2015. november 20.   | 2016. július 5.             | 2017. november 19.              |
| 12. | Gekko Saves Christmas                     | Gekko megmenti a karácsonyt       | Christian De Vita                      | Justine Cheynet                     | 2015. december 4.    | 2016. május 18.             | 2017. október 21.               |
| 12. | Gekko's Nice Ice Plan                     | Gekko a jégen                     | Christian De Vita                      | Lisa Akhurst                        | 2015. december 4.    | 2016. május 18.             | 2017. október 21.               |
| 13. | Gekko and the Mighty Moon Problem         | Gekko és a nagy Hold-gond         | Christian De Vita                      | Ashley Mendoza                      | 2015. december 11.   | 2016. július 6.             | 2017. november 25.              |
| 13. | Clumsy Catboy                             | Két ballábas Macska               | Christian De Vita                      | Lienne Sawatsky és Dan Williams     | 2015. december 11.   | 2016. július 6.             | 2017. november 25.              |
| 14. | Catboy and Gekko's Robot Rampage          | Macska, Gekkó és a robotok        | Christian De Vita és Wilson Dos Santos | Craig Martin                        | 2016. január 22.     | 2016. július 7.             | 2017. november 26.              |
| 14. | Owlette's Feathered Friend                | Bagoly tollas barátja             | Christian De Vita                      | Lisa Arkhurst                       | 2016. január 22.     | 2016. július 7.             | 2017. november 26.              |
| 15. | Owlette and the Battling Headquarters     | Bagoly és a harcoló bázis         | Christian De Vita                      | Dave Dias                           | 2016. január 29.     | 2016. július 8.             | 2017. december 2.               |
| 15. | Gekko and the Mayhem at the Museum        | A nagy Rosszaság Doboz            | Christian De Vita és Wilson Dos Santos | Agnès Slimovici & Isabelle Bottier  | 2016. január 29.     | 2016. július 8.             | 2017. december 2.               |
| 16. | Catboy Takes Control                      | Macska, a csapatkapitány          | Christian De Vita és Wilson Dos Santos | Lisa Akhurst                        | 2016. február 5.     | 2016. július 11.            | 2017. december 3.               |
| 16. | Owlette's Two Wrongs                      | Bagoly és a bosszú                | Christian De Vita                      | Justine Cheynet                     | 2016. február 5.     | 2016. július 11.            | 2017. december 3.               |
| 17. | Gekko Floats                              | A lebegő Gekkó                    | Christian De Vita                      | Stephen Senders                     | 2016. február 12.    | 2016. július 12.            | 2018. január 6.                 |
| 17. | Catboy's Two-Wheeled Wonder               | Connor és a szuper-macskabringa   | Christian De Vita                      | Lisa Akhurst                        | 2016. február 12.    | 2016. július 12.            | 2018. január 6.                 |
| 18. | Catboy's Great Gig                        | Macska a színpadon                | Christian De Vita és Wilson Dos Santos | Lisa Akhurst                        | 2016. február 18.    | 2016. július 13.            | 2018. január 7.                 |
| 18. | Owlette's New Move                        | Bagoly és az új kombináció        | Christian De Vita                      | Andrew Healey                       | 2016. február 18.    | 2016. július 13.            | 2018. január 7.                 |
| 19. | Supersonic Owlette                        | Bagoly, a szuperszonikus          | Christian De Vita                      | Sylvie Barro & Kathryn Walton Ward  | 2016. április 1.     | 2016. július 14.            | 2018. január 13.                |
| 19. | Catboy and the Sticky Splat Slingshot     | Macska nagy hőstette              | Christian De Vita                      | Ashley Mendoza                      | 2016. április 1.     | 2016. július 14.            | 2018. január 13.                |
| 20. | Owlette of a Kind                         | Bagoly, az egyetlen               | Christian De Vita                      | Amy Benham                          | 2016. április 22.    | 2016. július 15.            | 2018. január 14.                |
| 20. | Beat the Drum, Catboy                     | Macska, a kis dobos               | Christian De Vita                      | Tom Stevenson                       | 2016. április 22.    | 2016. július 15.            | 2018. január 14.                |
| 21. | Catboy Squared                            | Négy Macska                       | Christian De Vita                      | Justine Cheynet                     | 2016. június 24.     | 2016. november 28.          | 2018. január 20.                |
| 21. | Gekko's Super Gekko Sense                 | Gekkó szuper-gekkó érzéke         | Christian De Vita                      | Justine Cheynet                     | 2016. június 24.     | 2016. november 28.          | 2018. január 20.                |
| 22. | Owlette and the Owletteenies              | Bagoly és a mini baglyok          | Christian De Vita és Wilson Dos Santos | Rachel Murrell                      | 2016. július 15.     | 2016. november 29.          | 2018. január 21.                |
| 22. | Gekko's Blame Campaign                    | Greg felelőssége                  | Christian De Vita                      | Tom Stevenson                       | 2016. július 15.     | 2016. november 29.          | 2018. január 21.                |
| 23. | Owlette and the Moonflower                | Bagoly és a holdvirág             | Christian De Vita és Wilson Dos Santos | Gerald Foster                       | 2016. augusztus 19.  | 2016. november 30.          | 2018. január 24.                |
| 23. | Slowpoke Gekko                            | Lassú Greg                        | Christian De Vita és Wilson Dos Santos | Andrew Healey                       | 2016. augusztus 19.  | 2016. november 30.          | 2018. január 24.                |
| 24. | Catboy and the Lunar Dome                 | Macska és a hold-kupola           | Christian De Vita és Wilson Dos Santos | Justine Cheynet                     | 2016. október 21.    | 2016. december 1.           | 2018. január 25.                |
| 24. | Gekko and the Rock of All Power           | Gekkó és a Minden Erők Köve       | Christian De Vita és Wilson Dos Santos | Ashley Mendoza                      | 2016. október 21.    | 2016. december 1.           | 2018. január 25.                |
| 25. | Super-Sized Gekko                         | Greg, az óriás                    | Christian De Vita és Wilson Dos Santos | Jonah Stroh                         | 2016. december 2.    | 2016. december 2.           | 2018. február 26.               |
| 25. | Take to the Skies, Owlette                | Irány az ég, Bagoly!              | Christian De Vita                      | Lisa Akhurst                        | 2016. december 2.    | 2016. december 2.           | 2018. február 26.               |
| 26. | Slow Down, Catboy                         | Lassan, de biztosan Macska        | Christian De Vita                      | Sylvie Barro és Kathryn Walton Ward | 2017.február 17.     | Nem adták le                | 2018. február 27.               |
| 26. | Gekko's Special Rock                      | Gekkó és a különleges kő          | Christian De Vita és Wilson Dos Santos | Justine Cheynet                     | 2017.február 17.     | Nem adták le                | 2018. február 27.               |

## 2. évad
| #   | #   | Eredeti cím                         | Magyar cím                      | Rendezte          | Írta                           | Eredeti premier      | Magyar premier (Netflix) |
| --- | --- | ----------------------------------- | ------------------------------- | ----------------- | ------------------------------ | -------------------- | ------------------------ |
| 27. | 1.  | Moonfizzle Balls                    | Holdfénygolyók                  | Christian De Vita | Lisa Akhurst                   | 2018. január 15.     | 2021. november 3.        |
| 27. | 1.  | Soccer Ninjalinos                   | Focista Mininindzsák            | Christian De Vita | Tim Bain                       | 2018. január 15.     | 2021. november 3.        |
| 28. | 2.  | Lionel - Saurus                     | Lionelszaurusz                  | Christian De Vita | Jonah Stroh                    | 2018. január 19.     | 2021. november 3.        |
| 28. | 2.  | Catboy's Cuddly                     | Macska alvókája                 | Christian De Vita | Gerard Foster                  | 2018. január 19.     | 2021. november 3.        |
| 29. | 3.  | Night of the Cat                    | A macska éjszakája              | Christian De Vita | Simon Nicholson                | 2018. január 26.     | 2021. november 3.        |
| 29. | 3.  | Catboy Does It Again                | Macska akcióba lendül           | Christian De Vita | Christian De Vita              | 2018. január 26.     | 2021. november 3.        |
| 30. | 4.  | Terrible Two-Some                   | Szörnyen kétévesen              | Christian De Vita | Ashley Mendoza                 | 2018. február 2.     | 2021. november 3.        |
| 30. | 4.  | Owlette's Luna Trouble              | Bagoly és Holdlány              | Christian De Vita | Justine Cheynet                | 2018. február 2.     | 2021. november 3.        |
| 31. | 5.  | Ninja Moths                         | Nindzsamolyok                   | Christian De Vita | Tom Stevenson                  | 2018. február 9.     | 2021. november 3.        |
| 31. | 5.  | Who's Got the Owl Power?            | Ki a szuper bagoly?             | Christian De Vita | Ashley Mendoza                 | 2018. február 9.     | 2021. november 3.        |
| 32. | 6.  | PJ Pinball                          | Pizsiflipper                    | Christian De Vita | Brad Birch                     | 2018. február 23.    | 2021. november 3.        |
| 32. | 6.  | Bounce-a-Tron                       | Pattogós maraton                | Christian De Vita | Ashley Mendoza                 | 2018. február 23.    | 2021. november 3.        |
| 33. | 7.  | Wacky Floats                        | Bolondos díszletek              | Christian De Vita | Christian De Vita              | 2018. március 9.     | 2021. november 3.        |
| 33. | 7.  | Romeo's Disguise                    | Rómeó álcában                   | Christian De Vita | Tom Stevenson                  | 2018. március 9.     | 2021. november 3.        |
| 34. | 8.  | PJ Robot                            | Pizsirobot                      | Christian De Vita | Simon Nicholson                | 2018. április 7.     | 2021. november 3.        |
| 34. | 8.  | PJ Power Up                         | Pizsifeltöltés                  | Christian De Vita | Lisa Akhurst                   | 2018. április 7.     | 2021. november 3.        |
| 35. | 9.  | Moonstruck Part 1: Race to the Moon | Holdkór: Ki ér előbb a Holdra?  | Christian De Vita | Brad Birch                     | 2018. április 20.    | 2021. november 3.        |
| 35. | 9.  | Moonstruck Part 2: Lunar Fortress   | Holdkór: Erőd a Holdon          | Christian De Vita | Brad Birch                     | 2018. április 20.    | 2021. november 3.        |
| 36. | 10. | Robot's Pet Cat                     | Robot kiscicája                 | Christian De Vita | Brad Birch                     | 2018. május 11.      | 2021. november 3.        |
| 36. | 10. | Gekko, Master of the Deep           | A mélység mestere               | Christian De Vita | Justine Cheynet                | 2018. május 11.      | 2021. november 3.        |
| 37. | 11. | May The Best Power Win              | Győzzön a szuperebb             | Christian De Vita | Ashley Mendoza                 | 2018. június 15.     | 2021. november 3.        |
| 37. | 11. | Moonbreaker                         | Holdtörő                        | Christian De Vita | Andrew Viner és Emmanuel Perez | 2018. június 15.     | 2021. november 3.        |
| 38. | 12. | Race up Mystery Mountain            | Ki ér előbb a rejtélyes hegyre? | Christian De Vita | Tom Stevenson                  | 2018. június 22.     | 2021. november 3.        |
| 38. | 12. | The Mountain Prisoner               | A hegy foglya                   | Christian De Vita | Lisa Akhurst                   | 2018. június 22.     | 2021. november 3.        |
| 39. | 13. | The Wolfy Kids                      | A farkasfalka                   | Christian De Vita | Simon Nicholson                | 2018. július 6.      | 2021. november 3.        |
| 39. | 13. | Wolf-O-Saurus                       | Farkasszaurusz                  | Christian De Vita | Tim Bain                       | 2018. július 6.      | 2021. november 3.        |
| 40. | 14. | Catboy No More                      | Macska nem szuper               | Christian De Vita | Brad Birch                     | 2018. július 27.     | 2021. november 3.        |
| 40. | 14. | Gekko vs. Splatcano                 | Gekkó és a ragacsvulkán         | Christian De Vita | Simon Nicholson                | 2018. július 27.     | 2021. november 3.        |
| 41. | 15. | Meet Armadylan                      | Találkozás Tatuval              | Christian De Vita | Brad Birch                     | 2018. augusztus 3.   | 2021. november 3.        |
| 41. | 15. | Invisible Owlette                   | Bagoly, a láthatatlan           | Christian De Vita | Brad Birch                     | 2018. augusztus 3.   | 2021. november 3.        |
| 42. | 16. | Wolfy Mountain                      | Falka-hegy                      | Christian De Vita | Simon Nicholson                | 2018. augusztus 10.  | 2021. november 3.        |
| 42. | 16. | Romeo's Crystal Clear Plan          | Rómeó kristálytiszta terve      | Christian De Vita | Brad Birch                     | 2018. augusztus 10.  | 2021. november 3.        |
| 43. | 17. | Nobody's Sidekick                   | Senki segédje                   | Christian De Vita | Brad Birch                     | 2018. augusztus 17.  | 2021. november 3.        |
| 43. | 17. | Armadylan Menace                    | Tatu bosszúja                   | Christian De Vita | Brad Birch                     | 2018. augusztus 17.  | 2021. november 3.        |
| 44. | 18. | Power Pondweed                      | Hiperhínár                      | Christian De Vita | Lisa Akhurst                   | 2018. szeptember 19. | 2021. november 3.        |
| 44. | 18. | Owlette Comes Clean                 | Bagoly hibázik                  | Christian De Vita | Tom Stevenson                  | 2018. szeptember 19. | 2021. november 3.        |
| 45. | 19. | Halloween Tricksters, Part 1        | Halloweeni csínytevők 1. rész   | Christian De Vita | Brad Birch                     | 2018. október 5.     | 2021. november 3.        |
| 45. | 19. | Halloween Tricksters, Part 2        | Halloweeni csínytevők 2. rész   | Christian De Vita | Brad Birch                     | 2018. október 5.     | 2021. november 3.        |
| 46. | 20. | The Wolfies Take HQ                 | A falka támadása                | Christian De Vita | Ashley Mendoza                 | 2018. október 12.    | 2021. november 3.        |
| 46. | 20. | The Good Wolfy                      | A jó farkas                     | Christian De Vita | Justine Cheynet                | 2018. október 12.    | 2021. november 3.        |
| 47. | 21. | The Wolfy Plan                      | Falkaterv                       | Christian De Vita | Tom Stevenson                  | 2018. november 2.    | 2021. november 3.        |
| 47. | 21. | The Lizard Theft                    | A gyíklopás                     | Christian De Vita | Ciaran Murtagh és Andrew Jones | 2018. november 2.    | 2021. november 3.        |
| 48. | 22. | P.J Dylan                           | Pizsitatu                       | Christian De Vita | Ashley Mendoza                 | 2018. november 16.   | 2021. november 3.        |
| 48. | 22. | Armadylan'D and Dangerous           | Az ellopott tatuerő             | Christian De Vita | Justine Cheynet                | 2018. november 16.   | 2021. november 3.        |
| 49. | 23. | Romeo's Action Toys                 | Rómeó játékai                   | Christian De Vita | Danny Stack                    | 2019. január 25.     | 2021. november 3.        |
| 49. | 23. | The Dragon Gong                     | A sárkánygong                   | Christian De Vita | Justine Cheynet                | 2019. január 25.     | 2021. november 3.        |
| 50. | 24. | RomeoCoaster                        | Rómeóvasút                      | Christian De Vita | Lisa Akhurst                   | 2019. február 22.    | 2021. november 3.        |
| 50. | 24. | Flight of the Ninja                 | A repülő ragacs                 | Christian De Vita | Simon Nicholson                | 2019. február 22.    | 2021. november 3.        |
| 51. | 25. | Gekko and the Opposite Ray          | A fordító sugár                 | Christian De Vita | Ciaran Murtagh és Andrew Jones | 2019. március 8.     | 2021. november 3.        |
| 51. | 25. | PJ Masks vs. Bad Guys United!       | Pizsihősök a rosszfiúk ellen    | Christian De Vita | Brad Birch                     | 2019. március 8.     | 2021. november 3.        |
| 52. | 26. | Easter Wolfies                      | Húsvéti falka                   | Christian De Vita | Tim Bain                       | 2019. március 22.    | 2021. november 3.        |
| 52. | 26. | Luna and the Wolfies                | Holdlány és a falka             | Christian De Vita | Ciaran Murtagh és Andrew Jones | 2019. március 22.    | 2021. november 3.        |

## 3. évad
| #   | Eredeti cím                 | Magyar cím                          | Rendezte          | Írta              | Eredeti premier      | Magyar premier (Netflix) |
| --- | --------------------------- | ----------------------------------- | ----------------- | ----------------- | -------------------- | ------------------------ |
| 1.  | Moon Madness                | Holdkór                             | Christian De Vita | Brad Birch        | 2019. április 19.    | 2021. november 24.       |
| 2.  | Armadylan and Robette Rule  | Tatu robot barátja                  | Christian De Vita | Danny Stack       | 2019. április 26.    | 2021. november 24.       |
| 2.  | Armadylan Zen               | Tatunyugalom                        | Christian De Vita | Tony Cooke        | 2019. április 26.    | 2021. november 24.       |
| 3.  | Way of the Woofy            | Totálfarkas                         | Christian De Vita | Tim Bain          | 2019. május 3.       | 2021. november 24.       |
| 3.  | Werejalinos                 | Nindzsafarkas                       | Christian De Vita | Justine Cheynet   | 2019. május 3.       | 2021. november 24.       |
| 4.  | PJ Comet                    | A Pizsi üstökös                     | Christian De Vita | Lisa Akhurst      | 2019. május 17.      | 2021. november 24.       |
| 4.  | Glowy Moths                 | A fénymolyok                        | Christian De Vita | Sam Dransfield    | 2019. május 17.      | 2021. november 24.       |
| 5.  | Teacher Goes Ninja          | A nindzsa tanár                     | Christian De Vita | Simon Nicholson   | 2019. május 31.      | 2021. november 24.       |
| 5.  | Robot Goes Wrong            | Az elromlott robot                  | Christian De Vita | Justine Cheynet   | 2019. május 31.      | 2021. november 24.       |
| 6.  | Lionel's Powers             | Lió új ereje                        | Christian De Vita | Vanina Marsot     | 2019. június 7.      | 2021. november 24.       |
| 6.  | Best Friends Forever        | Örök barátság                       | Christian De Vita | Di Whitley        | 2019. június 7.      | 2021. november 24.       |
| 7.  | Meet An Yu                  | A sárkánylány                       | Christian De Vita | Brad Birch        | 2019. június 21.     | 2021. november 24.       |
| 8.  | The Moon Prix               | A Hold-díj                          | Christian De Vita | Tim Bain          | 2019. július 5.      | 2021. november 24.       |
| 8.  | Pirates Ahoy!               | A kalózkaland                       | Christian De Vita | Christian De Vita | 2019. július 5.      | 2021. november 24.       |
| 9.  | The Secret of the Pagoda    | A pagoda titka                      | Christian De Vita | Lisa Akhurst      | 2019. július 12.     | 2021. november 24.       |
| 9.  | Storm of the Ninja          | A nindzsavihar                      | Christian De Vita | Tony Cooke        | 2019. július 12.     | 2021. november 24.       |
| 10. | Arma-Leader                 | Tatu vezér                          | Christian De Vita | Justine Cheynet   | 2019. július 19.     | 2021. november 24.       |
| 10. | Owlette Slips Up            | Bagoly tévedése                     | Christian De Vita | Clémentine Le Nai | 2019. július 19.     | 2021. november 24.       |
| 11. | The Splat Monster           | A ragacsszörny                      | Christian De Vita | Brad Birch        | 2019. augusztus 2.   | 2021. november 24.       |
| 12. | Moth on the Moon            | Moly a holdról                      | Christian De Vita | Simon Nicholson   | 2019. augusztus 30.  | 2021. november 24.       |
| 12. | Fly Me to the Moon          | Holdutazás                          | Christian De Vita | Di Whitley        | 2019. augusztus 30.  | 2021. november 24.       |
| 13. | Luna's Cosmic Tantrum       | Kozmikus sértődés                   | Christian De Vita | Ashley Mendoza    | 2019. szeptember 6.  | 2021. november 24.       |
| 13. | Motsuki the Best            | Motsuki, a legjobb                  | Christian De Vita | Vanina Marsot     | 2019. szeptember 6.  | 2021. november 24.       |
| 14. | Wheels of a Hero            | Hősjármű                            | Christian De Vita | Henry Gifford     | 2019. szeptember 20. | 2021. november 24.       |
| 14. | Moonwolfy                   | Telifarkas                          | Christian De Vita | Lisa Akhurst      | 2019. szeptember 20. | 2021. november 24.       |
| 15. | Clash on Mystery Mountain   | Csata a Rejtett hegyen              | Christian De Vita | Brad Birch        | 2019. október 1.     | 2021. november 24.       |
| 15. | A Teeny Weeny Problem       | Egy nagyon mini probléma            | Christian De Vita | Tony Cooke        | 2019. október 1.     | 2021. november 24.       |
| 16. | Take Romeo off the Road     | Fékezzük meg Rómeót                 | Christian De Vita | Danny Stack       | 2019. október 18.    | 2021. november 24.       |
| 16. | Mission: PJ Seeker          | A Pizsikövető                       | Christian De Vita | Lisa Akhurst      | 2019. október 18.    | 2021. november 24.       |
| 17. | Wolfy Powers                | Falkaerő                            | Christian De Vita | Henry Gifford     | 2019. november 8.    | 2021. november 24.       |
| 17. | Do the Gekko                | Gekkótánc                           | Christian De Vita | Christian De Vita | 2019. november 8.    | 2021. november 24.       |
| 18. | Armadylan, Action Hero      | Tatu, az akcióhős                   | Christian De Vita | Tim Bain          | 2019. november 15.   | 2021. november 24.       |
| 18. | Super Muscles Show Off      | Szuperizom párbaj                   | Christian De Vita | Ashley Mendoza    | 2019. november 15.   | 2021. november 24.       |
| 19. | The Prank Wheelz            | Tréfautó                            | Christian De Vita | Tim Bain          | 2019. november 22.   | 2021. november 24.       |
| 19. | Where's the Wolf Wheelz?    | A felbőszült falkautó               | Christian De Vita | Danny Stack       | 2019. november 22.   | 2021. november 24.       |
| 20. | Villain of the Sky          | Az égi veszedelem                   | Christian De Vita | Lisa Akhurst      | 2019. december 6.    | 2021. november 24.       |
| 20. | Protector of the Sky        | Az ég védelmezője                   | Christian De Vita | Tom Livingstone   | 2019. december 6.    | 2021. november 24.       |
| 21. | The PJ Masks Save Christmas | A Pizsihősök megmentik a karácsonyt | Christian De Vita | Brad Birch        | 2019. december 6.    | 2021. november 24.       |
| 22. | Romeo's Melody              | Rómeó dala                          | Christian De Vita | Justin Cheynet    | 2020. január 10.     | 2021. november 24.       |
| 22. | PJ Robot Takes Control      | Pizsirobot, a főnök                 | Christian De Vita | Tom Livingstone   | 2020. január 10.     | 2021. november 24.       |
| 23. | PJ Sky Pirates              | Repülő Pizsikalózok                 | Christian De Vita | Justine Cheynet   | 2020. január 17.     | 2021. november 24.       |
| 23. | The Disappearing Ninjas     | Az eltűnő nindzsák                  | Christian De Vita | Christian De Vita | 2020. január 17.     | 2021. november 24.       |
| 24. | Gekko Everywhere            | Gekkó a világ körül                 | Christian De Vita | Justine Cheynet   | 2020. január 24.     | 2021. november 24.       |
| 24. | Gekko Takes Charge          | A magányos hős                      | Christian De Vita | Lisa Akhurst      | 2020. január 24.     | 2021. november 24.       |
| 25. | Big Sister Motsuki          | Motsuki, a nagy tesó                | Christian De Vita | Simon Nicholson   | 2020. február 7.     | 2021. november 24.       |
| 25. | PJ Party Crasher            | Pizsi ünneprontó                    | Christian De Vita | Tim Bain          | 2020. február 7.     | 2021. november 24.       |
| 26. | Master of the Moat          | A mélység mestere                   | Christian De Vita | Henry Gifford     | 2020. március 13.    | 2021. november 24.       |
| 26. | PJ Robot vs. Romeo          | Pizsirobot és Rómeó harca           | Christian De Vita | Justine Cheynet   | 2020. március 13.    | 2021. november 24.       |

## 4. évad
| #   | Eredeti cím                   | Magyar cím                     | Rendezte          | Írta                                 | Eredeti premier      | Magyar premier |
| --- | ----------------------------- | ------------------------------ | ----------------- | ------------------------------------ | -------------------- | -------------- |
| 1.  | Heroes of the Sky             | Az ég hősei                    | Christian De Vita | Simon Nicholson és Christian De Vita | 2020. május 15.      |                |
| 2.  | Who Let the Moths In?         | Ki engedte be a molyokat?      | Christian De Vita | Gerard Foster                        | 2020. május 29.      |                |
| 2.  | Commander Meow                | Nyávi parancsnok               | Christian De Vita | Lisa Akhurst                         | 2020. május 29.      |                |
| 3.  | Motsuki’s Missing Sister      | Motsuki hiányzó testvére       | Christian De Vita | Tony Cooke                           | 2020. június 15.     |                |
| 3.  | Not So Ninja                  | Nem annyira nindzsa            | Christian De Vita | Tim Bain                             | 2020. június 15.     |                |
| 4.  | PJ Party Mountain             | Pizsibuli hegy                 | Christian De Vita | Ashley Mendoza                       | 2020. július 6.      |                |
| 4.  | Wolfies of the Pagoda         | A pagoda falkája               | Christian De Vita | Justine Cheynet                      | 2020. július 6.      |                |
| 5.  | Master Fang’s Secret          | Fang mester titka              | Christian De Vita | Danny Stack                          | 2020. július 20.     |                |
| 5.  | Aerodylan                     | Légitatu                       | Christian De Vita | Danny Stack                          | 2020. július 20.     |                |
| 6.  | Asteroid Accident             | Az aszteroida baleset          | Christian De Vita | Simon Nicholson                      | 2020. augusztus 3.   |                |
| 6.  | All About Asteroids           | Mindent az aszteroidákról      | Christian De Vita | Omari McCarthy                       | 2020. augusztus 3.   |                |
| 7.  | Romeo's Space Machine         | Rómeó űrgépe                   | Christian De Vita | Gerard Foster                        | 2020. augusztus 17.  |                |
| 7.  | Newton and the Ninjas         | Newton és a nindzsák           | Christian De Vita | Lisa Akhurst                         | 2020. augusztus 17.  |                |
| 8.  | Missing Space Rock            | A hiányzó űrkő                 | Christian De Vita | Tim Bain                             | 2020. augusztus 31.  |                |
| 8.  | Flying Factory Out of Control | Az irányíthatatlan repülő gyár | Christian De Vita | Henry Gifford                        | 2020. augusztus 31.  |                |
| 9.  | Munki-gu                      | Gu majom                       | Christian De Vita | Marc Seal                            | 2020. szeptember 14. |                |
| 9.  | Munki-gu in the City          | Gu majom a városban            | Christian De Vita | Simon Nicholson                      | 2020. szeptember 14. |                |
| 10. | Mission Munki-gu              | Gu majom küldetése             | Christian De Vita | Tim Bain                             | 2020. október 5.     |                |
| 10. | Legend of the Wolfy Bone      | A farkascsont legendája        | Christian De Vita | Ashley Mendoza                       | 2020. október 5.     |                |
| 11. | Gekko vs. Armavillain         | Gekkó Gonosz Tatu ellen        | Christian De Vita | Gerard Foster                        | 2020. október 19.    |                |
| 11. | Super Super Cat Speed         | Szupergyors macskasebesség     | Christian De Vita | Gerard Foster                        | 2020. október 19.    |                |
| 12. | Munki-gu's Dragon             | Gu majom sárkánya              | Christian De Vita | Justine Cheynet                      | 2020. november 2.    |                |
| 12. | Gekko Loves Lionel            | Gekkó szereti Leót             | Christian De Vita | Marc Seal                            | 2020. november 2.    |                |
| 13. | Octobella                     | Oktibella                      | Christian De Vita | Simon Nicholson                      | 2020. november 16.   |                |
| 13. | Octo-Trouble                  | Okti bajok                     | Christian De Vita | Tim Bain                             | 2020. november 16.   |                |
| 14. | Star Buddies                  | Csillagbarátok                 | Christian De Vita | Gerard Foster                        | 2020. november 30.   |                |
| 14. | To the Moon and Back          | A holdra és vissza             | Christian De Vita | Amy Waddell                          | 2020. november 30.   |                |
| 15. | Magnet in the Moat            | Mágnes a mederben              | Christian De Vita | Danny Stack                          | 2020. december 7.    |                |
| 15. | Motsuki Bugs Out              | Motsuki bogarai                | Christian De Vita | Ashley Mendoza                       | 2020. december 7.    |                |
| 16. | Octobella's Garden            | Oktibella kertje               | Christian De Vita | Henry Gifford                        | 2021. január 11.     |                |
| 16. | Sploshy Splash                | Locsipocs                      | Christian De Vita | Catherine Williams                   | 2021. január 11.     |                |
| 17. | Teeny Weeny Returns           | Nagyon Mini visszatér          | Christian De Vita | Simon Nicholson                      | 2021. január 25.     |                |
| 17. | Robo-Wolf                     | Robotfarkas                    | Christian De Vita | Tim Bain                             | 2021. január 25.     |                |
| 18. | The Labours of Armadylan      | Tatu és az erőpróba            | Christian De Vita | Omari McCarthy                       | 2021. február 8.     |                |
| 18. | Lost in Space                 | Elveszve az űrben              | Christian De Vita | Christian De Vita                    | 2021. február 8.     |                |
| 19. | The Power of Monkey Chatter   | A majomhablaty ereje           | Christian De Vita | Henry Gifford                        | 2021. február 22.    |                |
| 19. | The Secret of Monkey Goodness | A majomistennő titka           | Christian De Vita | Justine Cheynet                      | 2021. február 22.    |                |
| 20. | Pharaoh Boy                   | Fáraófiú                       | Christian De Vita | Simon Nicholson                      | 2021. március 8.     |                |
| 20. | By My Pharaoh Feathers        | A Fáraófiú legyezője           | Christian De Vita | Ashley Mendoza                       | 2021. március 8.     |                |
| 21. | Pharaoh's Chariot             | A fáraó szekere                | Christian De Vita | Amy Waddell                          | 2021. március 15.    |                |
| 21. | PJ Robot Malfunction          | Pizsirobot elromlik            | Christian De Vita | Justine Cheynet                      | 2021. március 15.    |                |
| 22. | The Mysterious Masks          | A titokzatos maszkok           | Christian De Vita | Christian De Vita                    | 2021. március 22.    |                |
| 22. | Battle of the Fangs           | A Falka banda                  | Christian De Vita | Tim Bain                             | 2021. március 22.    |                |
| 23. | Catboy's Cat                  | Macska macskája                | Damien Dipta Kuoh | Catherine Williams                   | 2021. március 29.    |                |
| 23. | Mad with Moon Power           | Holdkór                        | Christian De Vita | Amy Waddell                          | 2021. március 29.    |                |
| 24. | Pharaoh and the Ninjalinos    | A Fáraófiú és a mininidzsák    | Christian De Vita | Simon Nicholson                      | 2021. május 31.      |                |
| 24. | Pharaoh's Boomerangs          | A Fáraófiú bumerángja          | Christian De Vita | Henry Gifford                        | 2021. május 31.      |                |
| 25. | Bubbles of Badness            | A gonosz buborékok             | Christian De Vita | Tim Bain és Simon Nicholson          | 2021. június 7.      |                |

## 5. évad
| #  | Eredeti cím               | Magyar cím | Rendezte          | Írta               | Eredeti premier      | Magyar premier |
| -- | ------------------------- | ---------- | ----------------- | ------------------ | -------------------- | -------------- |
| 1. | Ninja Power Up            |            | Christian De Vita | Simon Nicholson    | 2021. augusztus 13.  |                |
| 2. | Luna Goes Too Far         |            | Christian De Vita | Catherine Williams | 2021. augusztus 20.  |                |
| 2. | Owly Tricks               |            | Christian De Vita | Gez Foster         | 2021. augusztus 20.  |                |
| 3. | Newton the Destructor     |            | Christian De Vita | Jasmine Richards   | 2021. augusztus 27.  |                |
| 3. | Luna Kazoomer             |            | Christian De Vita | Tim Bain           | 2021. augusztus 27.  |                |
| 4. | Baddie Bots               |            | Christian De Vita | Paul McKeown       | 2021. szeptember 3.  |                |
| 4. | Newton and the Animals    |            | Christian De Vita | Robert Vargas      | 2021. szeptember 3.  |                |
| 5. | Octobella Strikes Again   |            | Christian De Vita | Justine Cheynet    | 2021. szeptember 10. |                |
| 5. | Octobella on the Loose    |            | Christian De Vita | Tim Bain           | 2021. szeptember 10. |                |
| 6. | Teeny Weeny to the Rescue |            | Christian De Vita | Henry Gifford      | 2021. szeptember 17. |                |
| 6. | Invisible Munki-gu        |            | Christian De Vita | Ashley Mendoza     | 2021. szeptember 17. |                |
| 7. | Orticia Blooms            |            | Christian De Vita | Ben Ward           | 2021. szeptember 24. |                |
| 7. | Orticia and the Pumpkins  |            | Christian De Vita | Catherine Williams | 2021. szeptember 24. |                |
| 8. | Pirate Robot              |            | Christian De Vita |                    | 2021. október 29.    |                |
| 8. | Owlette, The Pirate Queen |            | Christian De Vita |                    | 2021. október 29.    |                |